# Louise Juliana van Nassau

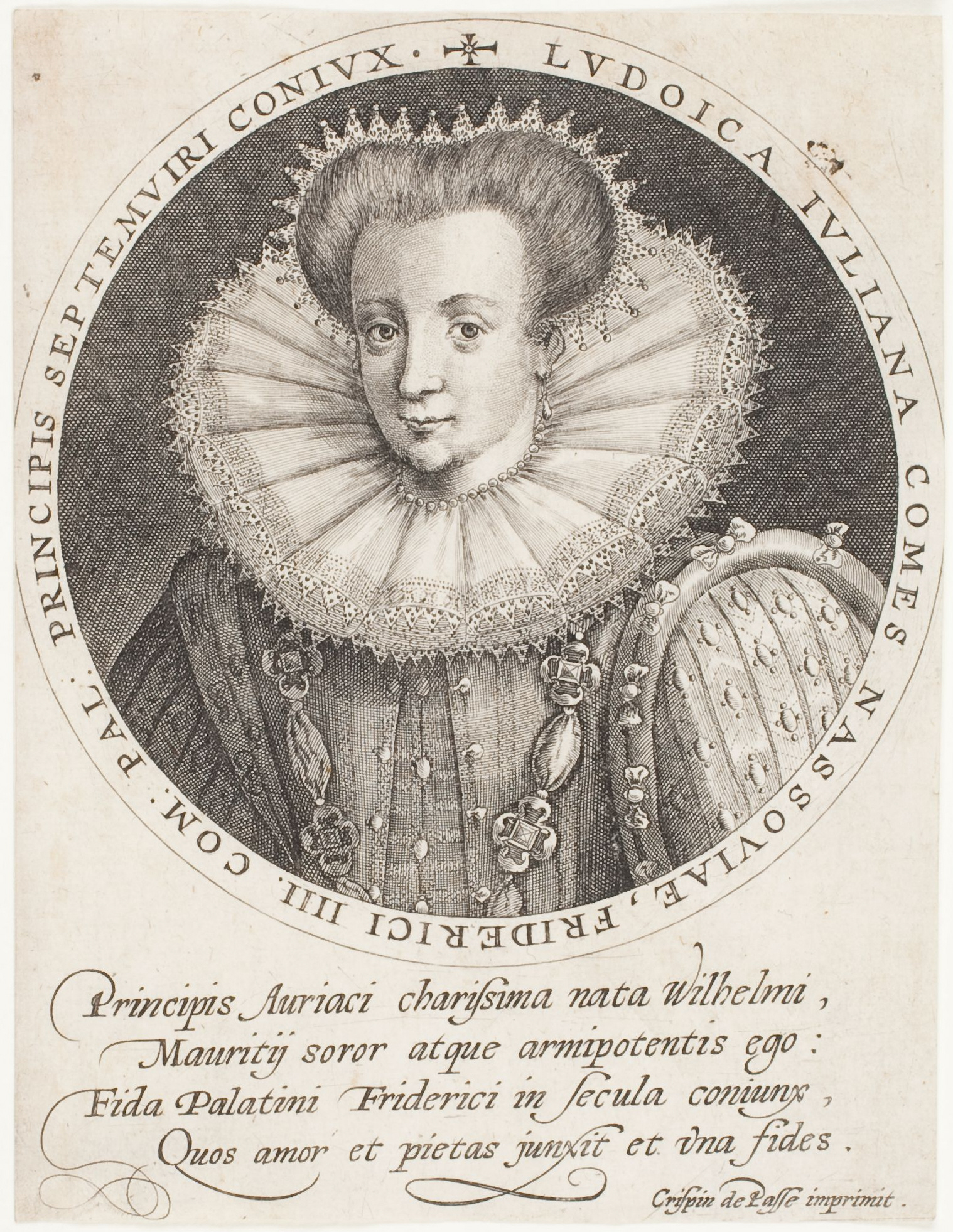
Louise Juliana van Nassau

Louise Juliana van Nassau (Delft, 31 maart 1576 — Koningsbergen,  15 maart 1644) was de oudste dochter van Willem van Oranje en diens derde echtgenote Charlotte van Bourbon. Mede via haar stamt het huidige Nederlandse koningshuis af van Willem van Oranje.
Louise Juliana is het eerste lid van het huis Oranje-Nassau dat in Holland werd geboren. Zij was een van de twee kinderen van Willem van Oranje die in Delft ter wereld kwamen. Van de andere kinderen van Willem werden er vanaf 1553 drie in Breda, een in Buren, twee in Brussel, een in Dillenburg, een in Keulen, een in Middelburg en vier in Antwerpen geboren. Na de dood van haar vader in 1584 - haar moeder was twee jaar eerder overleden - verbleef Louise Juliana met een aantal van haar jongere zusters bij haar stiefmoeder Louise de Coligny korte tijd in Vlissingen en daarna tot 1591 in Middelburg. 
Tijdens haar huwelijk met Frederik IV van de Palts woonde zij in Duitsland.
Louise Juliana overleed in 1644 en ligt begraven in de Dom van Koningsbergen, het tegenwoordige Kaliningrad.
Via haar zoon Frederik V van de Palts stamt het huidige Britse koningshuis van haar af .

## Huwelijk
Op 17-jarige leeftijd trouwde zij met Frederik IV van de Palts (1574-1610). Uit dit huwelijk zijn acht kinderen geboren, waaronder Frederik V van de Palts, de zogenoemde Winterkoning.
- Louise Juliana (1594-1640), gehuwd met graaf Johan II van Palts-Zweibrücken (1584-1635)
- Katharina Sophie (1595-1626)
- Frederik (1596-1632) gehuwd met Elizabeth Stuart (1596-1662)
- Elisabeth Charlotte (1597-1660), getrouwd met keurvorst George Willem van Brandenburg (1595-1640)
- Anna Eleonore (1599-1600)
- Ludwig Wilhelm (*/† 1600)
- Moritz Christian (1601-1605)
- Lodewijk Filips (1602-1655), gehuwd met Maria Eleonore van Brandenburg (1607-1675)

## Kwartierstaat
| Jan V van Nassau-Dillenburg (1455-1516) | Jan V van Nassau-Dillenburg (1455-1516) | Jan V van Nassau-Dillenburg (1455-1516) | Jan V van Nassau-Dillenburg (1455-1516) | Jan V van Nassau-Dillenburg (1455-1516)    | Jan V van Nassau-Dillenburg (1455-1516)    | Elisabeth van Hessen-Marburg (1466–1523)   | Elisabeth van Hessen-Marburg (1466–1523)   | Elisabeth van Hessen-Marburg (1466–1523)   | Elisabeth van Hessen-Marburg (1466–1523)   | Elisabeth van Hessen-Marburg (1466–1523) | Elisabeth van Hessen-Marburg (1466–1523) |                                  |                                  | Botho III van Stolberg-Wernigerode (1467-1538) | Botho III van Stolberg-Wernigerode (1467-1538) | Botho III van Stolberg-Wernigerode (1467-1538) | Botho III van Stolberg-Wernigerode (1467-1538) | Botho III van Stolberg-Wernigerode (1467-1538) | Botho III van Stolberg-Wernigerode (1467-1538) | Anna van Eppstein-Königstein (1481-1538)     | Anna van Eppstein-Königstein (1481-1538)     | Anna van Eppstein-Königstein (1481-1538) | Anna van Eppstein-Königstein (1481-1538) | Anna van Eppstein-Königstein (1481-1538) | Anna van Eppstein-Königstein (1481-1538) |  |  | Louis, prins van La Roche-sur-Yon (1473-1520) | Louis, prins van La Roche-sur-Yon (1473-1520) | Louis, prins van La Roche-sur-Yon (1473-1520) | Louis, prins van La Roche-sur-Yon (1473-1520) | Louis, prins van La Roche-sur-Yon (1473-1520) | Louis, prins van La Roche-sur-Yon (1473-1520) | Louise de Bourbon (1482-1561)                | Louise de Bourbon (1482-1561)                | Louise de Bourbon (1482-1561)                | Louise de Bourbon (1482-1561)                | Louise de Bourbon (1482-1561)               | Louise de Bourbon (1482-1561)               |                                             |                                             | Jean IV van Longwy (overleden in 1521) | Jean IV van Longwy (overleden in 1521) | Jean IV van Longwy (overleden in 1521)    | Jean IV van Longwy (overleden in 1521)    | Jean IV van Longwy (overleden in 1521)    | Jean IV van Longwy (overleden in 1521)    | Jeanne van Angoulême (voor 1498-1538)     | Jeanne van Angoulême (voor 1498-1538)     | Jeanne van Angoulême (voor 1498-1538) | Jeanne van Angoulême (voor 1498-1538) | Jeanne van Angoulême (voor 1498-1538) | Jeanne van Angoulême (voor 1498-1538) |  |  |  |  |  |  |  |  |  |  |  |  |  |  |  |  |  |  |  |  |  |  |  |  |  |  |  |  |  |  |  |  |  |  |  |  |  |  |  |  |  |  |  |  |  |  |  |  |
| Jan V van Nassau-Dillenburg (1455-1516) | Jan V van Nassau-Dillenburg (1455-1516) | Jan V van Nassau-Dillenburg (1455-1516) | Jan V van Nassau-Dillenburg (1455-1516) | Jan V van Nassau-Dillenburg (1455-1516)    | Jan V van Nassau-Dillenburg (1455-1516)    | Elisabeth van Hessen-Marburg (1466–1523)   | Elisabeth van Hessen-Marburg (1466–1523)   | Elisabeth van Hessen-Marburg (1466–1523)   | Elisabeth van Hessen-Marburg (1466–1523)   | Elisabeth van Hessen-Marburg (1466–1523) | Elisabeth van Hessen-Marburg (1466–1523) |                                  |                                  | Botho III van Stolberg-Wernigerode (1467-1538) | Botho III van Stolberg-Wernigerode (1467-1538) | Botho III van Stolberg-Wernigerode (1467-1538) | Botho III van Stolberg-Wernigerode (1467-1538) | Botho III van Stolberg-Wernigerode (1467-1538) | Botho III van Stolberg-Wernigerode (1467-1538) | Anna van Eppstein-Königstein (1481-1538)     | Anna van Eppstein-Königstein (1481-1538)     | Anna van Eppstein-Königstein (1481-1538) | Anna van Eppstein-Königstein (1481-1538) | Anna van Eppstein-Königstein (1481-1538) | Anna van Eppstein-Königstein (1481-1538) |  |  | Louis, prins van La Roche-sur-Yon (1473-1520) | Louis, prins van La Roche-sur-Yon (1473-1520) | Louis, prins van La Roche-sur-Yon (1473-1520) | Louis, prins van La Roche-sur-Yon (1473-1520) | Louis, prins van La Roche-sur-Yon (1473-1520) | Louis, prins van La Roche-sur-Yon (1473-1520) | Louise de Bourbon (1482-1561)                | Louise de Bourbon (1482-1561)                | Louise de Bourbon (1482-1561)                | Louise de Bourbon (1482-1561)                | Louise de Bourbon (1482-1561)               | Louise de Bourbon (1482-1561)               |                                             |                                             | Jean IV van Longwy (overleden in 1521) | Jean IV van Longwy (overleden in 1521) | Jean IV van Longwy (overleden in 1521)    | Jean IV van Longwy (overleden in 1521)    | Jean IV van Longwy (overleden in 1521)    | Jean IV van Longwy (overleden in 1521)    | Jeanne van Angoulême (voor 1498-1538)     | Jeanne van Angoulême (voor 1498-1538)     | Jeanne van Angoulême (voor 1498-1538) | Jeanne van Angoulême (voor 1498-1538) | Jeanne van Angoulême (voor 1498-1538) | Jeanne van Angoulême (voor 1498-1538) |  |  |  |  |  |  |  |  |  |  |  |  |  |  |  |  |  |  |  |  |  |  |  |  |  |  |  |  |  |  |  |  |  |  |  |  |  |  |  |  |  |  |  |  |  |  |  |  |
|                                         |                                         |                                         |                                         |                                            |                                            |                                            |                                            |                                            |                                            |                                          |                                          |                                  |                                  |                                                |                                                |                                                |                                                |                                                |                                                |                                              |                                              |                                          |                                          |                                          |                                          |  |  |                                               |                                               |                                               |                                               |                                               |                                               |                                              |                                              |                                              |                                              |                                             |                                             |                                             |                                             |                                        |                                        |                                           |                                           |                                           |                                           |                                           |                                           |                                       |                                       |                                       |                                       |  |  |  |  |  |  |  |  |  |  |  |  |  |  |  |  |  |  |  |  |  |  |  |  |  |  |  |  |  |  |  |  |  |  |  |  |  |  |  |  |  |  |  |  |  |  |  |  |
|                                         |                                         |                                         |                                         | Willem I van Nassau-Dillenburg (1487–1559) | Willem I van Nassau-Dillenburg (1487–1559) | Willem I van Nassau-Dillenburg (1487–1559) | Willem I van Nassau-Dillenburg (1487–1559) | Willem I van Nassau-Dillenburg (1487–1559) | Willem I van Nassau-Dillenburg (1487–1559) |                                          |                                          |                                  |                                  |                                                |                                                | Juliana van Stolberg-Wernigerode (1506-1580)   | Juliana van Stolberg-Wernigerode (1506-1580)   | Juliana van Stolberg-Wernigerode (1506-1580)   | Juliana van Stolberg-Wernigerode (1506-1580)   | Juliana van Stolberg-Wernigerode (1506-1580) | Juliana van Stolberg-Wernigerode (1506-1580) |                                          |                                          |                                          |                                          |  |  |                                               |                                               |                                               |                                               | Lodewijk III van Bourbon-Vendôme (1513-1582)  | Lodewijk III van Bourbon-Vendôme (1513-1582)  | Lodewijk III van Bourbon-Vendôme (1513-1582) | Lodewijk III van Bourbon-Vendôme (1513-1582) | Lodewijk III van Bourbon-Vendôme (1513-1582) | Lodewijk III van Bourbon-Vendôme (1513-1582) |                                             |                                             |                                             |                                             |                                        |                                        | Jacqueline de Longwy (ca. 1520-1561)      | Jacqueline de Longwy (ca. 1520-1561)      | Jacqueline de Longwy (ca. 1520-1561)      | Jacqueline de Longwy (ca. 1520-1561)      | Jacqueline de Longwy (ca. 1520-1561)      | Jacqueline de Longwy (ca. 1520-1561)      |                                       |                                       |                                       |                                       |  |  |  |  |  |  |  |  |  |  |  |  |  |  |  |  |  |  |  |  |  |  |  |  |  |  |  |  |  |  |  |  |  |  |  |  |  |  |  |  |  |  |  |  |  |  |  |  |
|                                         |                                         |                                         |                                         | Willem I van Nassau-Dillenburg (1487–1559) | Willem I van Nassau-Dillenburg (1487–1559) | Willem I van Nassau-Dillenburg (1487–1559) | Willem I van Nassau-Dillenburg (1487–1559) | Willem I van Nassau-Dillenburg (1487–1559) | Willem I van Nassau-Dillenburg (1487–1559) |                                          |                                          |                                  |                                  |                                                |                                                | Juliana van Stolberg-Wernigerode (1506-1580)   | Juliana van Stolberg-Wernigerode (1506-1580)   | Juliana van Stolberg-Wernigerode (1506-1580)   | Juliana van Stolberg-Wernigerode (1506-1580)   | Juliana van Stolberg-Wernigerode (1506-1580) | Juliana van Stolberg-Wernigerode (1506-1580) |                                          |                                          |                                          |                                          |  |  |                                               |                                               |                                               |                                               | Lodewijk III van Bourbon-Vendôme (1513-1582)  | Lodewijk III van Bourbon-Vendôme (1513-1582)  | Lodewijk III van Bourbon-Vendôme (1513-1582) | Lodewijk III van Bourbon-Vendôme (1513-1582) | Lodewijk III van Bourbon-Vendôme (1513-1582) | Lodewijk III van Bourbon-Vendôme (1513-1582) |                                             |                                             |                                             |                                             |                                        |                                        | Jacqueline de Longwy (ca. 1520-1561)      | Jacqueline de Longwy (ca. 1520-1561)      | Jacqueline de Longwy (ca. 1520-1561)      | Jacqueline de Longwy (ca. 1520-1561)      | Jacqueline de Longwy (ca. 1520-1561)      | Jacqueline de Longwy (ca. 1520-1561)      |                                       |                                       |                                       |                                       |  |  |  |  |  |  |  |  |  |  |  |  |  |  |  |  |  |  |  |  |  |  |  |  |  |  |  |  |  |  |  |  |  |  |  |  |  |  |  |  |  |  |  |  |  |  |  |  |
|                                         |                                         |                                         |                                         |                                            |                                            |                                            |                                            |                                            |                                            | Willem van Oranje (1533–1584)            | Willem van Oranje (1533–1584)            | Willem van Oranje (1533–1584)    | Willem van Oranje (1533–1584)    | Willem van Oranje (1533–1584)                  | Willem van Oranje (1533–1584)                  |                                                |                                                |                                                |                                                |                                              |                                              |                                          |                                          |                                          |                                          |  |  |                                               |                                               |                                               |                                               |                                               |                                               |                                              |                                              |                                              |                                              | Charlotte van Bourbon (ca. 1546–1582)       | Charlotte van Bourbon (ca. 1546–1582)       | Charlotte van Bourbon (ca. 1546–1582)       | Charlotte van Bourbon (ca. 1546–1582)       | Charlotte van Bourbon (ca. 1546–1582)  | Charlotte van Bourbon (ca. 1546–1582)  |                                           |                                           |                                           |                                           |                                           |                                           |                                       |                                       |                                       |                                       |  |  |  |  |  |  |  |  |  |  |  |  |  |  |  |  |  |  |  |  |  |  |  |  |  |  |  |  |  |  |  |  |  |  |  |  |  |  |  |  |  |  |  |  |  |  |  |  |
|                                         |                                         |                                         |                                         |                                            |                                            |                                            |                                            |                                            |                                            | Willem van Oranje (1533–1584)            | Willem van Oranje (1533–1584)            | Willem van Oranje (1533–1584)    | Willem van Oranje (1533–1584)    | Willem van Oranje (1533–1584)                  | Willem van Oranje (1533–1584)                  |                                                |                                                |                                                |                                                |                                              |                                              |                                          |                                          |                                          |                                          |  |  |                                               |                                               |                                               |                                               |                                               |                                               |                                              |                                              |                                              |                                              | Charlotte van Bourbon (ca. 1546–1582)       | Charlotte van Bourbon (ca. 1546–1582)       | Charlotte van Bourbon (ca. 1546–1582)       | Charlotte van Bourbon (ca. 1546–1582)       | Charlotte van Bourbon (ca. 1546–1582)  | Charlotte van Bourbon (ca. 1546–1582)  |                                           |                                           |                                           |                                           |                                           |                                           |                                       |                                       |                                       |                                       |  |  |  |  |  |  |  |  |  |  |  |  |  |  |  |  |  |  |  |  |  |  |  |  |  |  |  |  |  |  |  |  |  |  |  |  |  |  |  |  |  |  |  |  |  |  |  |  |
|                                         |                                         |                                         |                                         |                                            |                                            |                                            |                                            |                                            |                                            |                                          |                                          |                                  |                                  |                                                |                                                |                                                |                                                |                                                |                                                |                                              |                                              |                                          |                                          |                                          |                                          |  |  |                                               |                                               |                                               |                                               |                                               |                                               |                                              |                                              |                                              |                                              |                                             |                                             |                                             |                                             |                                        |                                        |                                           |                                           |                                           |                                           |                                           |                                           |                                       |                                       |                                       |                                       |  |  |  |  |  |  |  |  |  |  |  |  |  |  |  |  |  |  |  |  |  |  |  |  |  |  |  |  |  |  |  |  |  |  |  |  |  |  |  |  |  |  |  |  |  |  |  |  |
|                                         |                                         |                                         |                                         |                                            |                                            |                                            |                                            |                                            |                                            |                                          |                                          |                                  |                                  |                                                |                                                |                                                |                                                |                                                |                                                |                                              |                                              |                                          |                                          |                                          |                                          |  |  |                                               |                                               |                                               |                                               |                                               |                                               |                                              |                                              |                                              |                                              |                                             |                                             |                                             |                                             |                                        |                                        |                                           |                                           |                                           |                                           |                                           |                                           |                                       |                                       |                                       |                                       |  |  |  |  |  |  |  |  |  |  |  |  |  |  |  |  |  |  |  |  |  |  |  |  |  |  |  |  |  |  |  |  |  |  |  |  |  |  |  |  |  |  |  |  |  |  |  |  |
|                                         |                                         |                                         |                                         | Louise Juliana van Nassau (1576-1644)      | Louise Juliana van Nassau (1576-1644)      | Louise Juliana van Nassau (1576-1644)      | Louise Juliana van Nassau (1576-1644)      | Louise Juliana van Nassau (1576-1644)      | Louise Juliana van Nassau (1576-1644)      |                                          |                                          | Elisabeth van Nassau (1577-1642) | Elisabeth van Nassau (1577-1642) | Elisabeth van Nassau (1577-1642)               | Elisabeth van Nassau (1577-1642)               | Elisabeth van Nassau (1577-1642)               | Elisabeth van Nassau (1577-1642)               |                                                |                                                | Catharina Belgica van Nassau (1578-1648)     | Catharina Belgica van Nassau (1578-1648)     | Catharina Belgica van Nassau (1578-1648) | Catharina Belgica van Nassau (1578-1648) | Catharina Belgica van Nassau (1578-1648) | Catharina Belgica van Nassau (1578-1648) |  |  | Charlotte Flandrina van Nassau (1579-1640)    | Charlotte Flandrina van Nassau (1579-1640)    | Charlotte Flandrina van Nassau (1579-1640)    | Charlotte Flandrina van Nassau (1579-1640)    | Charlotte Flandrina van Nassau (1579-1640)    | Charlotte Flandrina van Nassau (1579-1640)    |                                              |                                              | Charlotte Brabantina van Nassau (1580-1631)  | Charlotte Brabantina van Nassau (1580-1631)  | Charlotte Brabantina van Nassau (1580-1631) | Charlotte Brabantina van Nassau (1580-1631) | Charlotte Brabantina van Nassau (1580-1631) | Charlotte Brabantina van Nassau (1580-1631) |                                        |                                        | Emilia Antwerpiana van Nassau (1581-1657) | Emilia Antwerpiana van Nassau (1581-1657) | Emilia Antwerpiana van Nassau (1581-1657) | Emilia Antwerpiana van Nassau (1581-1657) | Emilia Antwerpiana van Nassau (1581-1657) | Emilia Antwerpiana van Nassau (1581-1657) |                                       |                                       |                                       |                                       |  |  |  |  |  |  |  |  |  |  |  |  |  |  |  |  |  |  |  |  |  |  |  |  |  |  |  |  |  |  |  |  |  |  |  |  |  |  |  |  |  |  |  |  |  |  |  |  |

## Nazaten
| Nazaten Louise Juliana van Nassau (1576-1644)                                | Nazaten Louise Juliana van Nassau (1576-1644)                                                       | Nazaten Louise Juliana van Nassau (1576-1644)                                    | Nazaten Louise Juliana van Nassau (1576-1644)                                 |
| ---------------------------------------------------------------------------- | --------------------------------------------------------------------------------------------------- | -------------------------------------------------------------------------------- | ----------------------------------------------------------------------------- |
| Louise Juliana van Nassau (1576-1644) x Frederik IV van de Palts (1574-1610) | |                                                                                  |                                                                               |
| Kinderen                                                                     | Frederik V (1596-1632) x 1613 Elizabeth Stuart (1596-1662)                                          | Elisabeth Charlotte (1597-1660) x 1616 George Willem van Brandenburg (1595-1640) | Lodewijk Filips (1602-1655) x 1631 Maria Eleonore van Brandenburg (1607-1675) |
| Kleinkinderen                                                                | zoon (-1629) Karel Lodewijk (1617-1680) Ruprecht (1619-1682) Maurits (1620-1652) Sophia (1630-1714) | Louise Charlotte (-1676) Frederik Willem (1620-1688) Hedwig Sophia (-1683)       | ?                                                                             |